# Светлов, Пётр Андреевич
Пётр Андреевич Светлов (18 мая 1898 — 17 июля 1946, Москва, РСФСР) — советский государственный деятель, народный комиссар коммунального хозяйства РСФСР (1938) и секретарь Президиума Академии наук СССР (1939—1942).

## Биография
По профессии был маляром. В 1918 году был призван в РККА, член РКП(б) с 1919 года.
В 1921—1930 годах состоял на хозяйственной работе уездного и губернского масштаба в Орле. В 1928—1930 годах директор треста «Эльтрамвод».
В 1936 году окончил Московский электротехнический институт по специальности «инженер-электрик», одновременно работал на «Метрострое» сначала инженером, затем директором механического завода. В 1938 году заместитель директора Метростроя.
С марта по май 1938 года — нарком коммунального хозяйства РСФСР, освобожден от должности по болезни. С сентября 1938 по март 1939 года работал в Управлении делами Академии наук СССР.  С марта 1939 по май 1942 года был секретарём Президиума Академии наук СССР.
С 1942 г. научный сотрудник Энергетического института имени Г. М. Кржижановского Академии наук СССР.
Защитил 15 марта 1945 года кандидатскую диссертацию на тему «О связях расхода энергии с технологией и энергетикой рабочих процессов при обработке металлов».
Похоронен в Москве на Новодевичьем кладбище.